# Ресивер (сосуд)

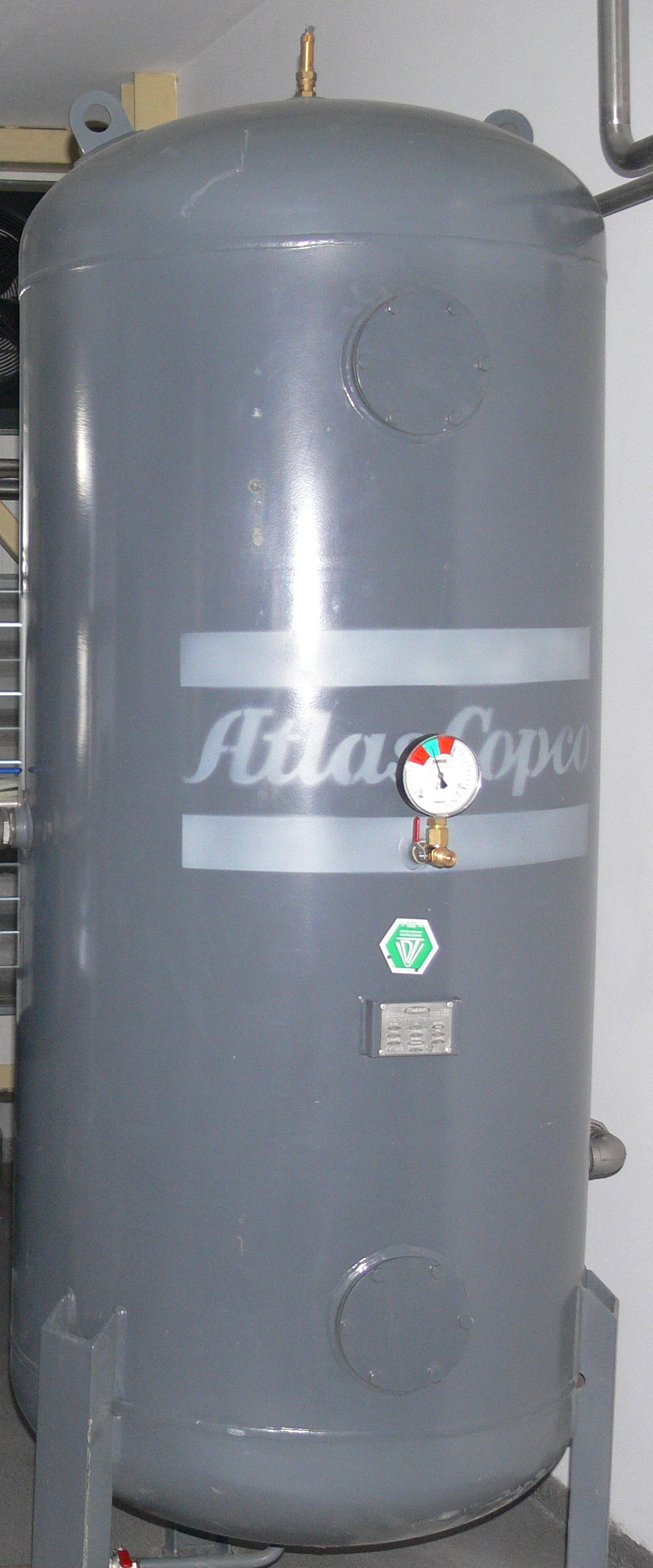
Ресивер

Реси́вер (англ. receiver — приёмник, от англ. receive — получать, принимать, вмещать), или реципиент (лат. recipientis — получающий, принимающий), — технический сосуд под давлением, может принимать как жидкие, так и газообразные среды.
Используется в качестве накопителя для хранения сжатого газа или жидкости под давлением и в качестве буферной ёмкости для сглаживания перепадов давления газа. Например, после воздушных компрессорных станций ресиверы устанавливаются в качестве воздухосборников и служат для сглаживания пульсаций давления после насоса, охлаждения и создания резерва сжатого воздуха, освобождения от капель масла и влаги.
В паровых машинах ресивером называется теплоизолированная труба, соединяющая цилиндры высокого и низкого давлений.
Ресивер хладагента — ёмкость для хранения жидкого хладагента. Предназначен для сбора жидкости после конденсатора для равномерной подачи хладагента в испарители и создания запаса хладагента в системе.
Ресиверами оснащаются системы обеспечения сжатым воздухом средств управления и противоаварийной защиты (ПАЗ) промышленных предприятий, обеспечивающими питание воздухом систем контроля, управления и ПАЗ при остановке воздушных компрессоров в течение времени, достаточного для безаварийной остановки технологического объекта.
Ресиверные установки входят в состав азотно-кислородных станций и предназначаются для создания запаса азота и воздуха.